# 維魯-尼古拉鄉

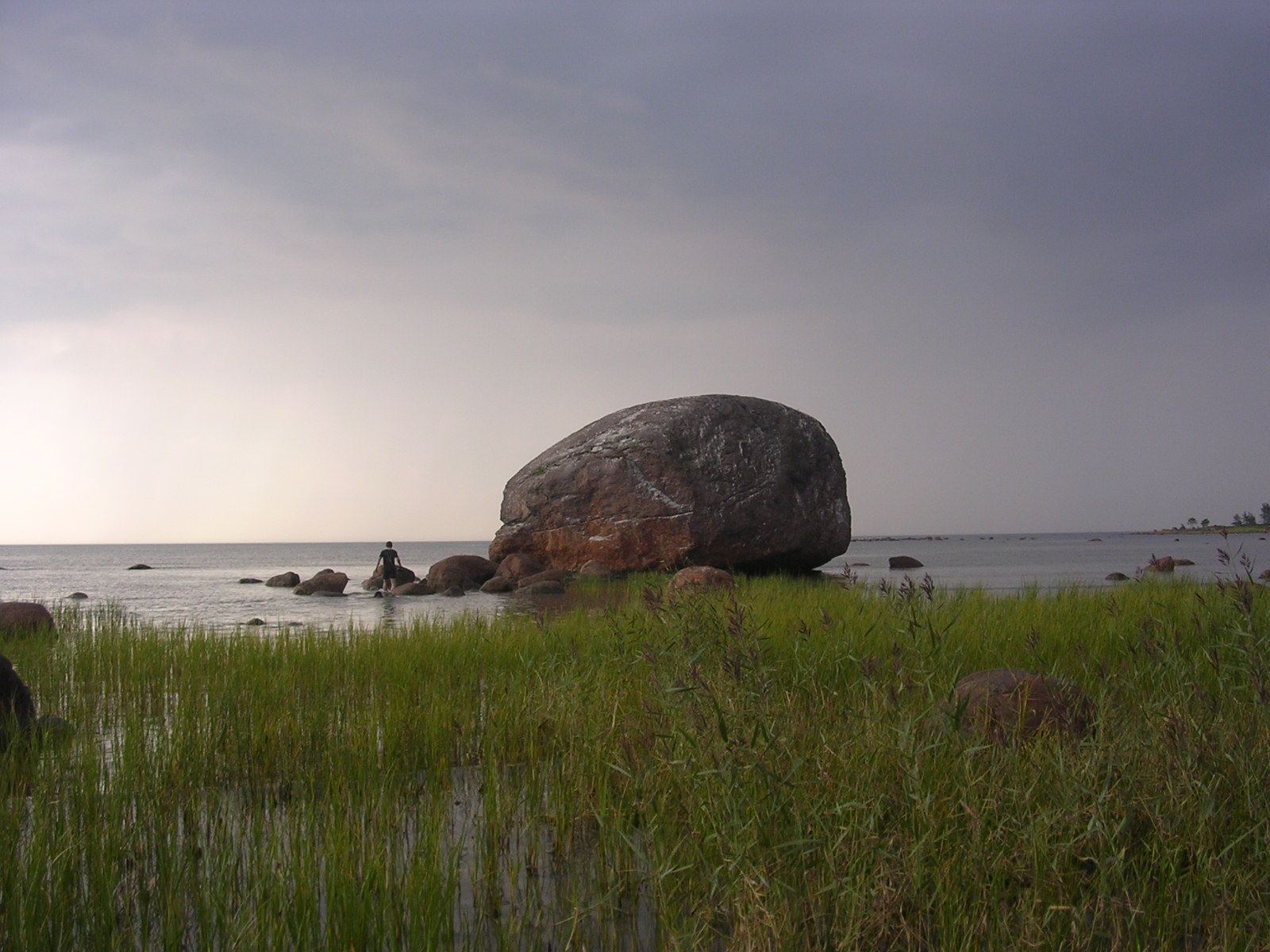

維魯-尼古拉鄉，曾是愛沙尼亞西維魯縣的一個鄉村型市镇，位於該國北部，行政中心設於維魯-尼古拉，面積234平方公里，2011年人口1,293，人口密度每平方公里6人。
2017年維魯-尼古拉市镇与其他市镇合并成立为新的维鲁-尼古拉市镇。
59°26′44″N 26°41′22″E / 59.44556°N 26.68944°E